# Фарас, Ахмед
Ахмед Фарас (англ. Ahmed Faras; 7 декабря 1946, Мохаммедия — 16 июля 2025) — марокканский футболист, полузащитник. Один из лучших футболистов в истории сборной Марокко. Победитель Кубка африканских наций 1976 года. Участник чемпионата мира 1970 года. В 1975 году он был признан футболистом года в Африке и провёл всю свою игровую карьеру в клубе «Шабаб Мохаммедия».

## Карьера

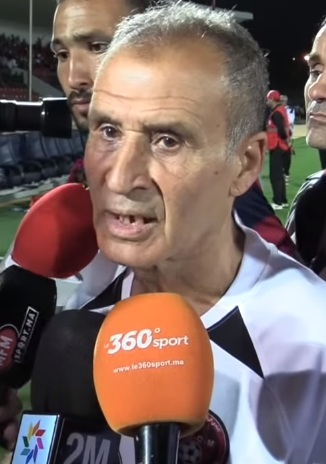
2019 год

Фарас выступал за национальную сборную Марокко с 1965 по 1979 год, и был её капитаном с 1971 года. На международном уровне Ахмед Фарас был участником чемпионата мира 1970 в Мексике и летних Олимпийских играх 1972 в Мюнхене, прежде чем привести команду к победе на Кубке африканских наций 1976 года. Фарас сыграл в общей сложности 94 матча и забил 36 голов за сборную. Он выиграл марокканскую лигу в 1980 году, и дважды был лучшим бомбардиром чемпионата в 1969 и 1973 годах. Марокканской форвард завершил карьеру в 1982 году, проведя в общей сложности 17 лет в одном клубе.
В 2006 году Фарас был назван КАФ в числе 200 лучших африканских футболистов за последние 50 лет.
Умер 16 июля 2025 года в возрасте 78 лет после продолжительной болезни.

## Достижения
«Шабаб Мохаммедия»
- Чемпион Марокко: 1980
- Обладатель Кубка Марокко: 1975
- Обладатель Суперкубка Марокко: 1975
- Обладатель Магрибского кубка кубков: 1973

 Сборная Марокко
- Победитель Кубка африканских наций: 1976

Личные
- Футболист года в Африке: 1975
- Лучший игрок Кубка африканских наций: 1976